# ルフトハンザ・カーゴ8460便着陸失敗事故
ルフトハンザ・カーゴ8460便着陸失敗事故（ルフトハンザ・カーゴ8460びんちゃくりくしっぱいじこ）は、2010年7月27日に発生した航空事故である。
フランクフルト国際空港発香港国際空港行きだったルフトハンザ・カーゴ8460便（マクドネル・ダグラス MD-11F）が経由地のキング・ハーリド国際空港への着陸に失敗し炎上したが、乗員2人は無事だった。

## 事故機

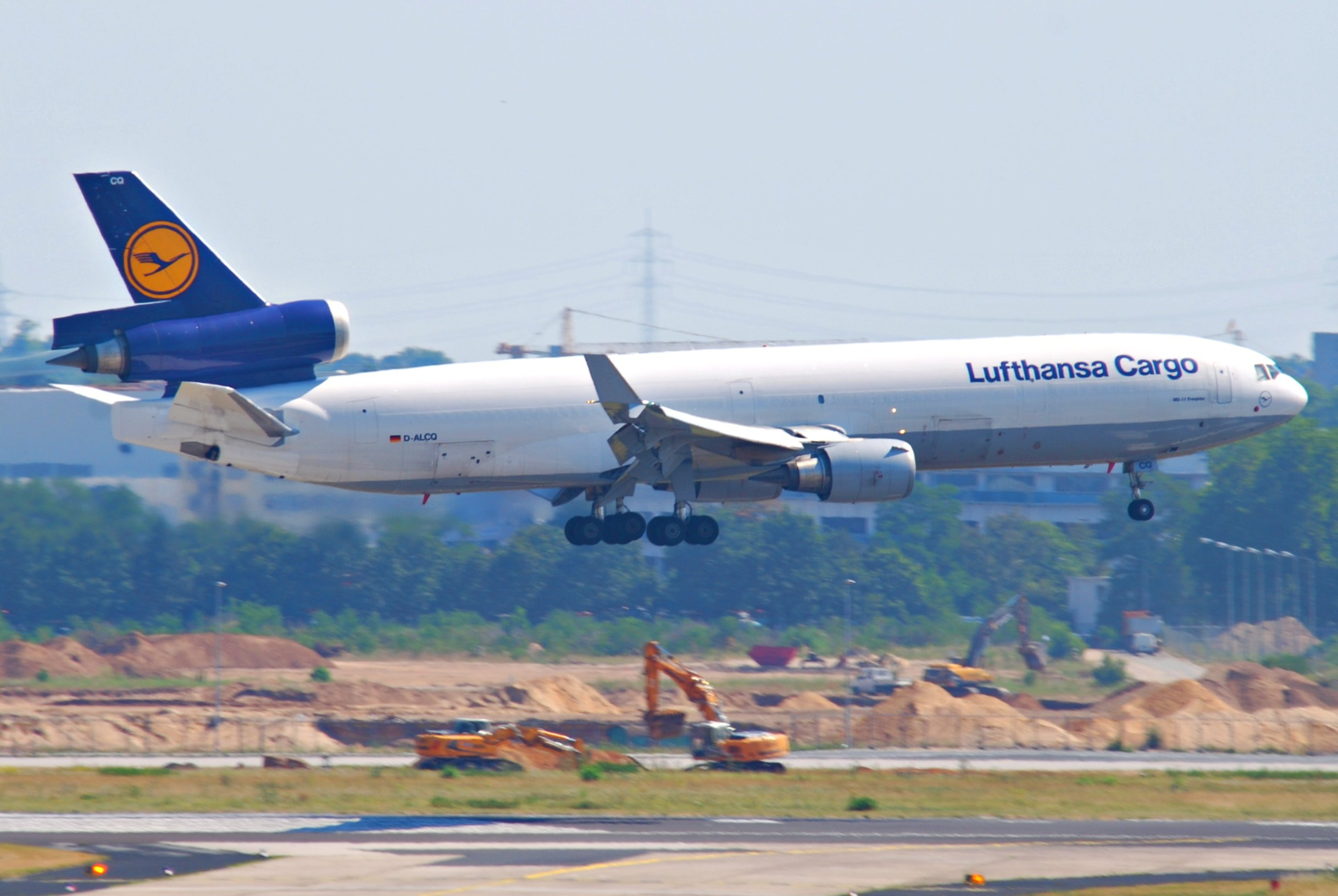
事故の19日前に撮影された事故機

事故機のマクドネル・ダグラス MD-11F（D-ALCQ）は、製造番号48431、ラインナンバー534として製造された。その後、アリタリア航空に納入されI-DUPBとして登録された。2004年に、貨物機への改修工事を受けており、事故当時には総飛行時間73,200時間、10,075サイクルを経験していた。

## 事故の経緯
8460便は、フランクフルトからリヤド、シャールジャを経由して香港へ向かう国際定期貨物便だった。
8460便は軽微な問題のため、予定時刻より2時間半ほど遅れた5時16分（UTC3時16分）にフランクフルトを離陸した。機体には、80tの貨物が積載されていた。
フランクフルトからリヤドまでの飛行は通常通りであり、リヤドのキング・ハーリド国際空港付近の天候も穏やかで、視程も十分だった。
着陸の25分前、副操縦士がアプローチ・ブリーフィングを終えた。ブリーフィングでは、最終進入時はフラップを35度に設定し、エンジン出力は72%、機首上げ4.5度の姿勢で行い、地上40フィート (12 m)でフレア操作をすることを話した。8460便はキング・ハーリド国際空港の滑走路33Lに、計器着陸装置で進入した。副操縦士は着陸速度を158ノット (293 km/h)と予定していた。
着陸の25秒前、8460便はグライドスロープを下回った。速度は着陸20秒前から増加し始め、接地時には176ノット (326 km/h)まで達した。メインギアは滑走路の端から945フィート (288 m)地点に接地した。早い速度で接地したため、機体はバウンドし4フィート (1.2 m)まで上昇した。これに対して機長は、操縦捍を押すことにより対処しようとしたが、機体は再びバウンドした。2回目のバウンドで、12フィート (3.7 m)まで跳ね上がり、操縦捍は前方限界位置まで倒された。その後、パイロットは僅かに操縦捍を引き戻したが、機体は毎秒17フィート (5.2 m)の降下率で滑走路に接地した。この時の衝撃で、燃料パイプ2本が切断され火災が発生し、さらに主翼付近で機体が破断した。機長は機体を滑走路内に留めようとしたが、火災が発生していることと、機体が2つに折れ、後部が滑走路に接触していることに気づかなかった。スラストリバーサーを作動させたが、2番エンジンは反応しなかった。また、副操縦士にメーデーを宣言するよう指示した。機体は滑走路を左に逸脱し、ノーズギアが破損した。滑走路の端から8,000フィート (2,400 m)、センターラインから300フィート (91 m)外れた地点で機体は停止した。
機長と副操縦士は、脱出スライドで機外へ待避した。消火活動が行われたが、機体中央部は焼け落ちた。

## 事故調査
サウジアラビアの民間航空総局が調査を行った。最終報告書で、事故の原因はハードランディングにより、機体がバウンドしたこととされた。パイロットは、バウンドに気付かず、状況を更に悪化させてしまう操作を行った。3回目の着地で機体は大破し、出火した。
もともとMD-11では、着陸時にバウンドした、あるいはハードランディングしたという事例が29件報告されていた。8460便の事故の前年にも、フェデックス・エクスプレス80便着陸失敗事故が発生していた。この事故でも、機体はバウンドし、パイロットが不適切な操作を行ったため、機体が大破し反転した。また、80便の事故では、パイロット2人が死亡した。
調査の結果、MD-11は着陸時にバウンドしたとしても、パイロットが気付かない可能性が高いことが判明した。報告書では、バウンド時の対処法や訓練、飛行計器の改善が提言された。